# Wofsi
Wofsi wordt in de Hebreeuwse Bijbel genoemd als de vader van Nachbi, een van de stamvertegenwoordigers die door Mozes werden uitgestuurd om het land Kanaän te verspieden. Mozes kreeg opdracht van de Heer om uit elke Israëlische stam een leider te kiezen om deze opdracht te vervullen. Nachbi vertegenwoordigde de stam van Naftali.